# Anne-Marie Pedersen
Anne-Marie Pedersen (født 20. marts 1962 i Nørre Nissum) er en dansk billedkunstner og maler. Arbejdsområde: maleri video, installation,i
medlem af Billedkunstnernes Forbund og Guirlanden. Hun debuterede i 1992. 

## Eksterne links
- Anne-Marie Pedersen på Kunstindeks Danmark/Weilbachs Kunstnerleksikon
- Anne-Marie Pedersens hjemmeside